# Soglio GR
| GR ist das Kürzel für den Kanton Graubünden in der Schweiz. Es wird verwendet, um Verwechslungen mit anderen Einträgen des Namens Soglio zu vermeiden. |

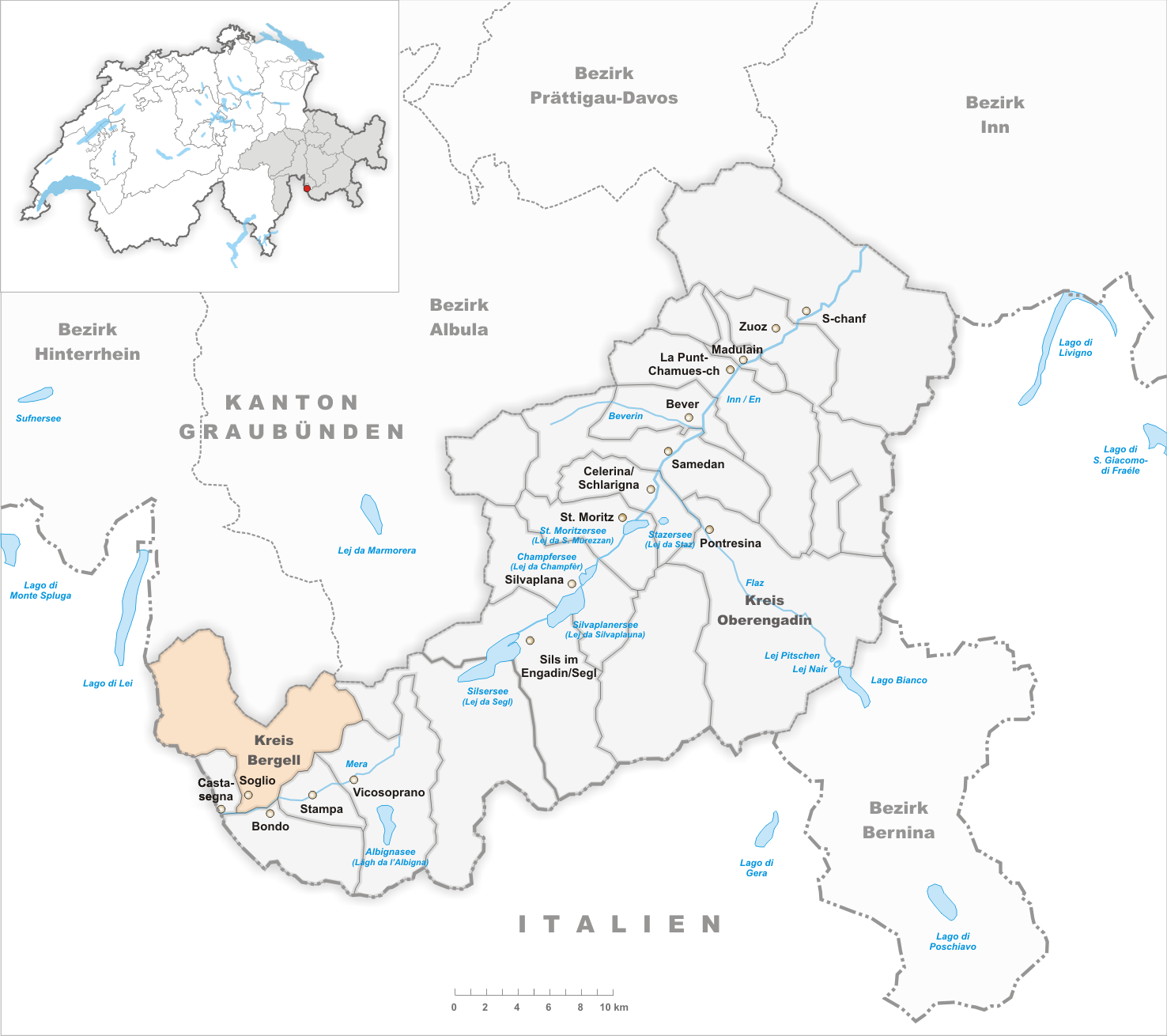
Gemeindestand vor der Fusion am 1. Januar 2010

Soglio (rätoromanisch Suoglⓘ, im lokalen Dialekt Soi) ist ein Dorf in der politischen Gemeinde Bregaglia im Schweizer Kanton Graubünden.

## Geographie
Das Dorf liegt abseits des alten Handelsweges im Tal auf einer Sonnenterrasse auf einer Höhe von 1090 m ü. M. rechts über der Maira und am Süd-Hang des Piz dal Märc (2947 m ü. M.), 17,5 Kilometer nordöstlich vom Chiavenna. Soglio besteht aus drei Teilen: Dem am rechten Talhang des Val Bregaglia gelegenen Hauptteil mit dem Dorf, dem oberen Teil des Val Maroz mit dem Val Cam, dem unbewohnten, kleinen Val da la Duana sowie dem Madris auf der Alpennordseite. Soglio ist das Ziel des Panorama-Höhenwegs Via Bregaglia.

## Orographie
Der Hauptteil des Ortes sowie das Val da la Duana gehören orographisch zum Val Bregaglia, während das Madris, vom Madrischer Rhein durchflossen und grösser als die anderen Gebiete des Ortes zusammen, zum Einzugsgebiet des Rheins und damit zur Alpennordseite gehört.
Als Besonderheit fliesst ein grosser Teil des Wassers des Madrischer Rheins über eine Freispiegelleitung in den auf italienischem Territorium liegenden Stausee Lago di Lei und erst danach im Rahmen der Stromproduktion in den Averser Rhein, also in die Schweiz zurück.

## Geschichte
Eine erste Erwähnung findet das Dorf im Jahre 1186 unter dem damaligen Namen de Solio. Soglio wird 1219 im Frieden zwischen Chur und Como erwähnt, da es in der vorausgehenden Fehde verbrannt worden war. Das Dorf hat ein äusserst reiches Gemeindearchiv, die Geschichte des Dorfes geht vielfach in derjenigen des Tales und des Gerichtes Unter-Porta auf. In Soglio stiess man auf Schalensteine und ein Steinplattengrab sowie auf zwei etruskische Bronzegefässe bei Spino. Soglio ist die Heimat der Bündner Adelsfamilie von Salis, die jahrhundertelang die Geschicke der Region mitbestimmte.
Um 1875 erhielt Soglio eine befahrbare Strasse anstelle des Saumweges. Zu dieser Zeit zählte es 350 sich selbst versorgende Bauern auf kleinen Höfen. 1910 gab es noch 80 bis 90 bäuerliche Kleinbetriebe. Teilweise erreichte die Parzellierung zur Nutzung bis zu einem Achtundvierzigstel eines Stalles. 1906 wurde Soglio mit elektrischem Strom und einem Telefon im Hotel versorgt. 1925 wurden eine Postautoverbindung nach Promontogno, Wasserleitungen und Hydrantenanlagen eingerichtet.
1918 gründete Vito Andrea Giovanoli in Soglio eine religiöse Gruppierung, nachdem ihm seinen Angaben zufolge Jesus erschienen war. Er nannte sich «Signur» und predigte vom nahen Ende der Welt sowie der Wiederkehr Christi. Die Behörden von Soglio liessen im Dezember 1918 kurzum alle zwölf Sektenmitglieder samt ihren Kindern wegen «religiösem Wahnsinn» in die Klinik Waldhaus in Chur einweisen. Im Februar 1919 wurden sie als geheilt entlassen.
Bis 2009 war der Ort eine eigenständige politische Gemeinde des Kreises Bregaglia im Bezirk Maloja. Auf 2010 fusionierten die Gemeinden des Bergell (Bondo, Castasegna, Soglio, Stampa und Vicosoprano) zur neuen Gemeinde Bregaglia.
2015 wurde Soglio als erstes Dorf zum «schönsten Dorf der Schweiz» gewählt.

## Wappen
| Wappen von Soglio GR | Blasonierung: «In Gold auf rotem Schildfuss mit zwei silbernen Pfählen ein aufrechter schwarzer, rot bewehrter Steinbock»                                                                |
| Wappen von Soglio GR | Die Pfähle stammen aus dem Wappen der Familie Salis, die von grosser Bedeutung in der Geschichte des Ortes war, während der Steinbock auf die Zugehörigkeit zum Gotteshausbund verweist. |

## Bevölkerung
| Bevölkerungsentwicklung | Bevölkerungsentwicklung | Bevölkerungsentwicklung | Bevölkerungsentwicklung | Bevölkerungsentwicklung | Bevölkerungsentwicklung | Bevölkerungsentwicklung | Bevölkerungsentwicklung | Bevölkerungsentwicklung |
| ----------------------- | ----------------------- | ----------------------- | ----------------------- | ----------------------- | ----------------------- | ----------------------- | ----------------------- | ----------------------- |
| Jahr                    | 1850                    | 1900                    | 1950                    | 1980                    | 1990                    | 2000                    | 2005                    | 2008                    |
| Einwohner               | 388                     | 349                     | 287                     | 220                     | 216                     | 172                     | 181                     | 167                     |

### Sprachen
In Soglio spricht man eine lombardische Mundart. Die Amts- bzw. Schulsprache ist Italienisch. Eine Minderheit der Einwohner spricht deutsch. Die Entwicklung der vergangenen Jahrzehnte zeigt folgende Tabelle:
| Sprachen in Soglio GR |                   |                   |                   |                   |                   |                   |
| Sprachen              | Volkszählung 1980 | Volkszählung 1980 | Volkszählung 1990 | Volkszählung 1990 | Volkszählung 2000 | Volkszählung 2000 |
| Sprachen              | Anzahl            | Anteil            | Anzahl            | Anteil            | Anzahl            | Anteil            |
| Deutsch               | 19                | 8,64 %            | 33                | 15,28 %           | 30                | 17,44 %           |
| Italienisch           | 188               | 85,45 %           | 177               | 81,94 %           | 138               | 80,23 %           |
| Einwohner             | 220               | 100 %             | 216               | 100 %             | 172               | 100 %             |

Soglio hat nur etwa 200 Einwohner, zählt aber fast 20'000 Logiernächte pro Jahr.

### Religionen und Konfessionen
1552 traten die Bewohner zur protestantischen Lehre über.

### Herkunft und Nationalität
Von den Ende 2005 gezählten 181 Einwohnern waren 162 (= 89 %) Schweizer Staatsangehörige.

## Sehenswürdigkeiten
Soglio ist ein klassisches, hoch verdichtetes Haufendorf romanischer Bergwirtschaft, dem die barocken Palazzi derer von Salis ein städtisches Gepräge verleihen. Neben der Sennerei wird in Soglio der grösste Esskastanienhain Europas betrieben.
- Die Reformierte Kirche Soglio steht unter Denkmalschutz, sie wurde 1354 erstmals erwähnt.[4]
- Casa Alta (Hohes Haus), unter Verwendung eines mittelalterlichen Wohnturms errichtet 1524 und ausgebaut 1680 durch Landeshauptmann Anton von Salis. Im getäferten Wohnzimmer gemauerter Turmofen (17. Jahrhundert)[5][6]
- Casa Battista (seit 1876 Hotel Palazzo Salis), 1630 für Battista von Salis erbaut über den Mauern eines mittelalterlichen Vorgängerbaus. Zur heutigen Grösse erweitert 1701 für Baptist von Salis, Neugestaltung der Platzfassade und Innenausstattung 1789 für Friedrich von Salis. Gewölbte Eingangshalle, toskanisches Treppenhaus, in den oberen Stockwerken zweigeschossige Halle mit Balustergalerie. Stuck, Ausmalung und Tapeten im Stil Louis XVI., reiche historische Ausstattung. Bis heute im Familienbesitz. Zu den Gästen gehörten Giovanni Segantini, Hermann Burger, Rainer Maria Rilke und Alberto Giacometti.[7][8][9][10]
- Casa di Mezzo 1696 unter Verwendung älteren Bestandes als östliche Hofbegrenzung hinter Cas' Alta und Casa Battista erbaut, Bauherren waren die Brüder Rudolf, Friedrich Anton und Andreas v. Salis. 1843 verkauft. Täferzimmer mit Supraportenmalereien.[11][12],
- Casa Antonio, erbaut 1763–66 für Andreas von Salis durch den Architekten Pietro Solari. Das viergeschossige, siebenachsige Gebäude (Fassade mit flacher Lisenengliederung) liegt östlich der Casa di Mezzo in gleicher Flucht.[13][14]
- Stallazzo, als Stallgebäude 1696 zusammen mit der Casa di Mezzo erbaut, zweieinhalbgeschossiger Bau mit Rustikaportal und Balkongittern in der Mittelachse; an der Mauer sechs stilisierte Marmormasken mit Ringen zum Anbinden der Pferde[15][16]
- Casa Gubert, am östlichen Dorfrand erbaut 1554–1573 für Hauptmann Dietegen von Salis. Im 1. OG Renaissancetäfer von 1574 und Kassettendecke.[17][18]
- Atelier und Wohnhaus Meier, 2003, Architekt: Armando Ruinelli[19][20]
- Schalenstein zuvor im Ortsteil Bosch Bügna, heute im Garten des Casa Grigias (Chur)[21]

## Galerie

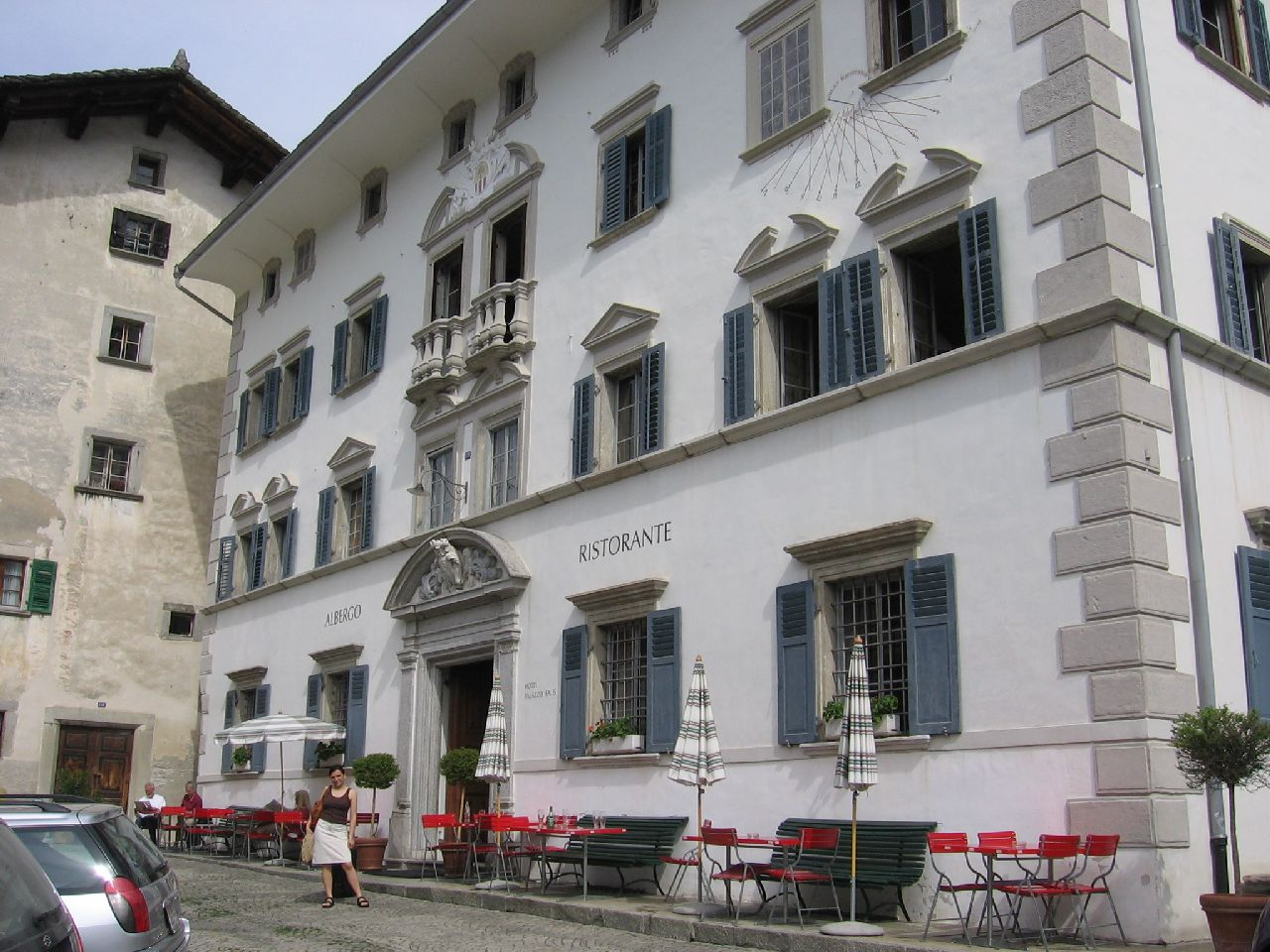
Cas’Alta (links) und Casa Battista (Hotel Palazzo Salis), 1630 von Baptista von Salis erbaut, bis heute im Besitz derer von Salis-Soglio
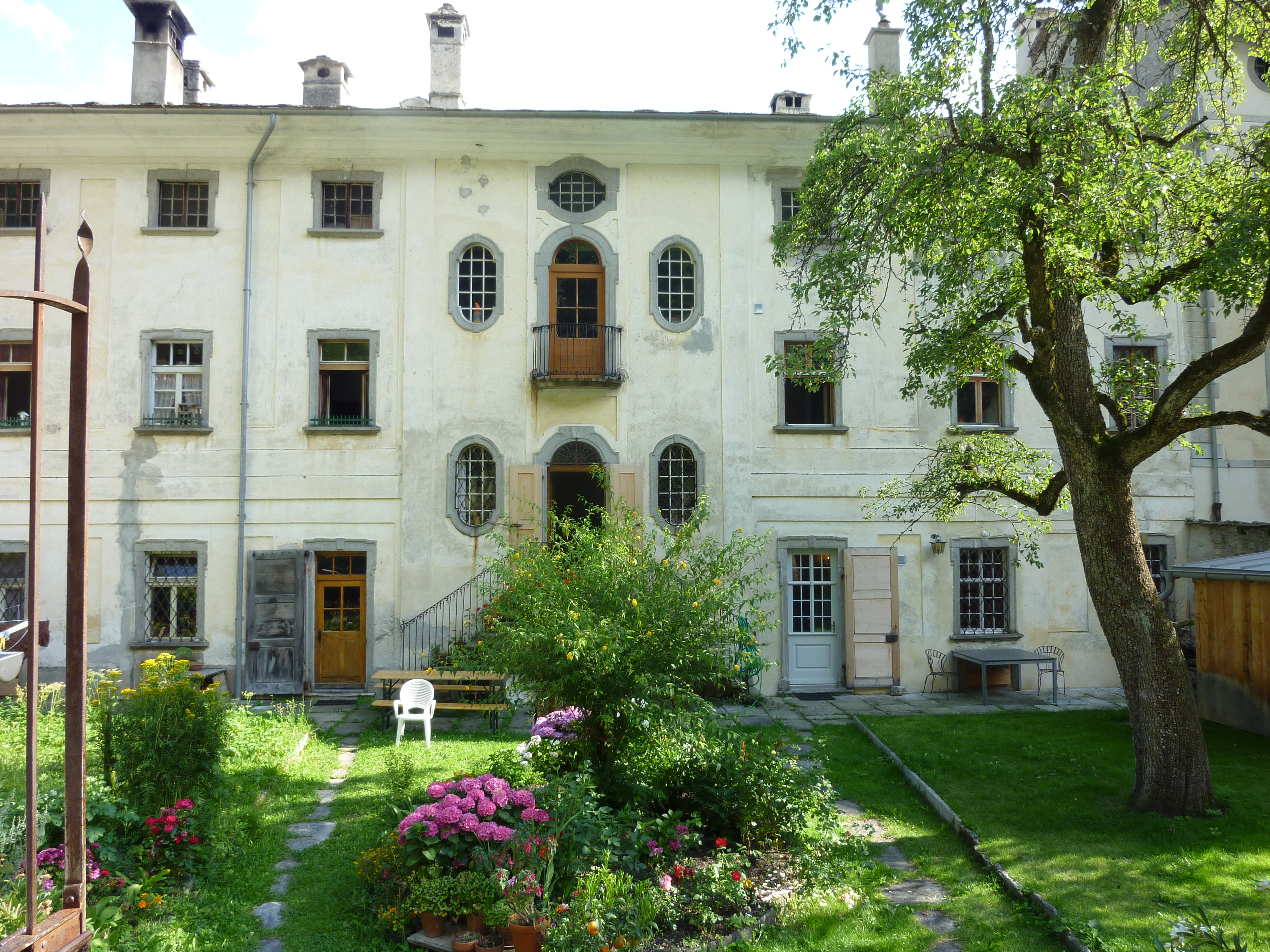
Casa Battista (Rückseite)
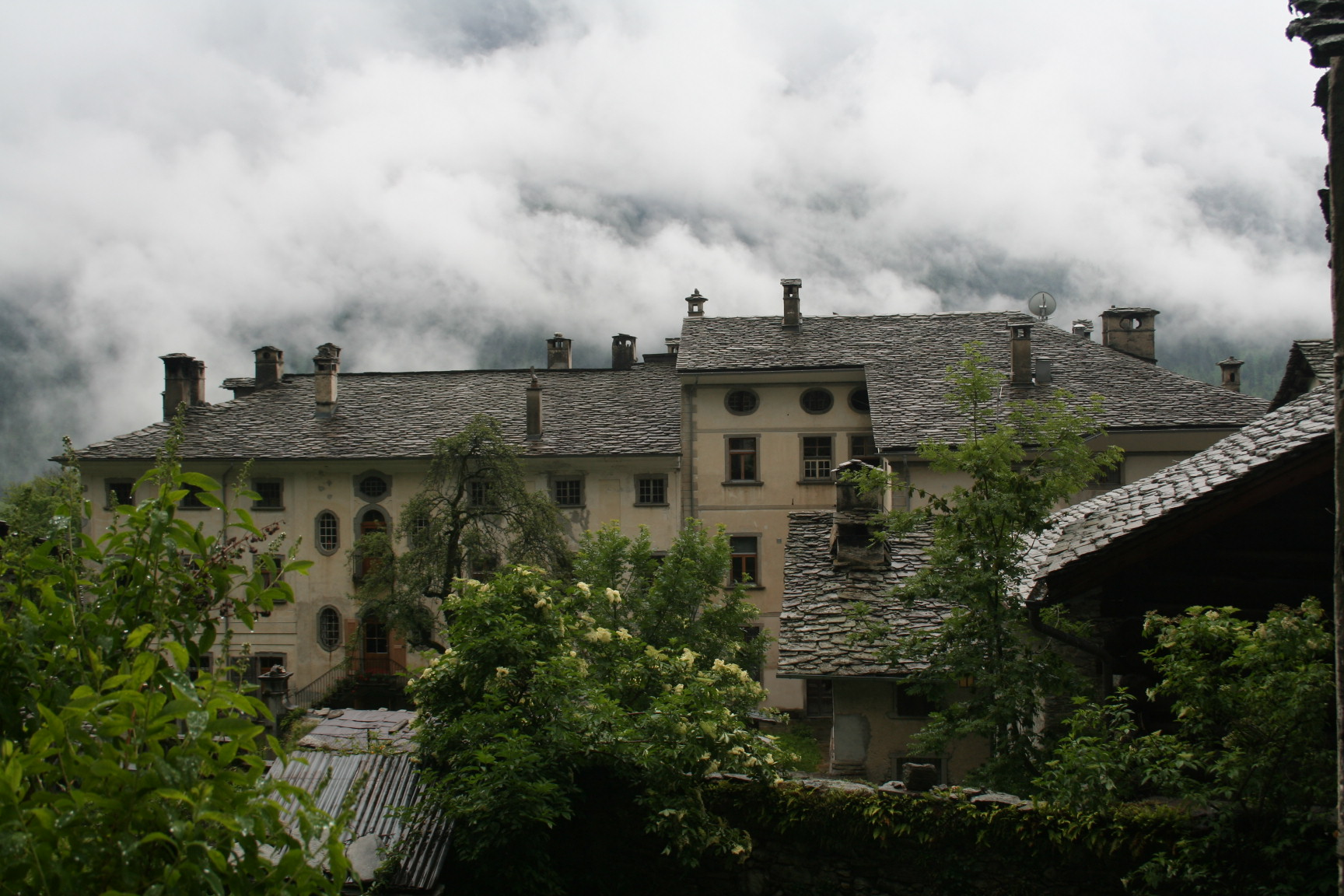
Casa di Mezzo und Casa Antonio
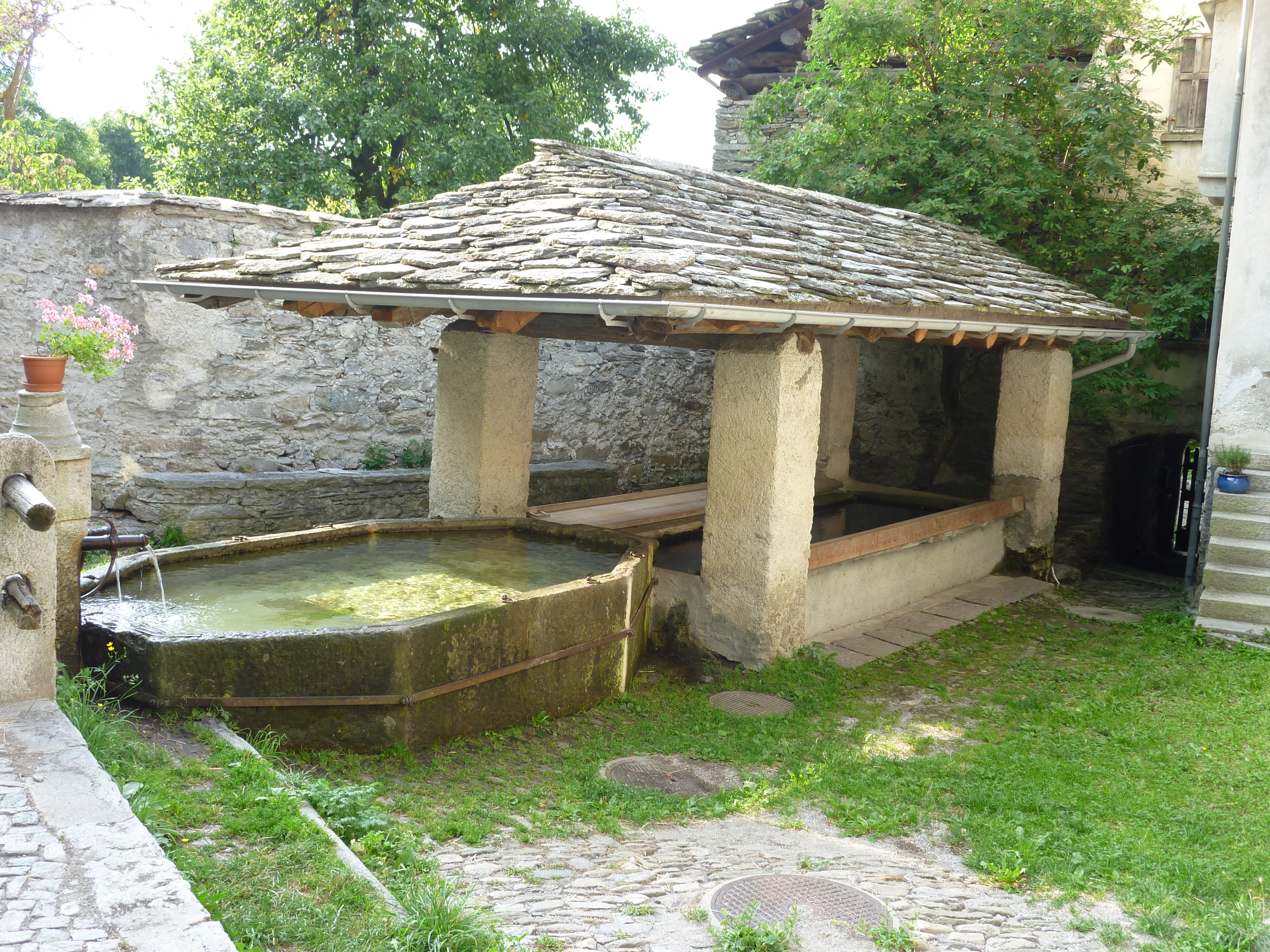
Brunnen
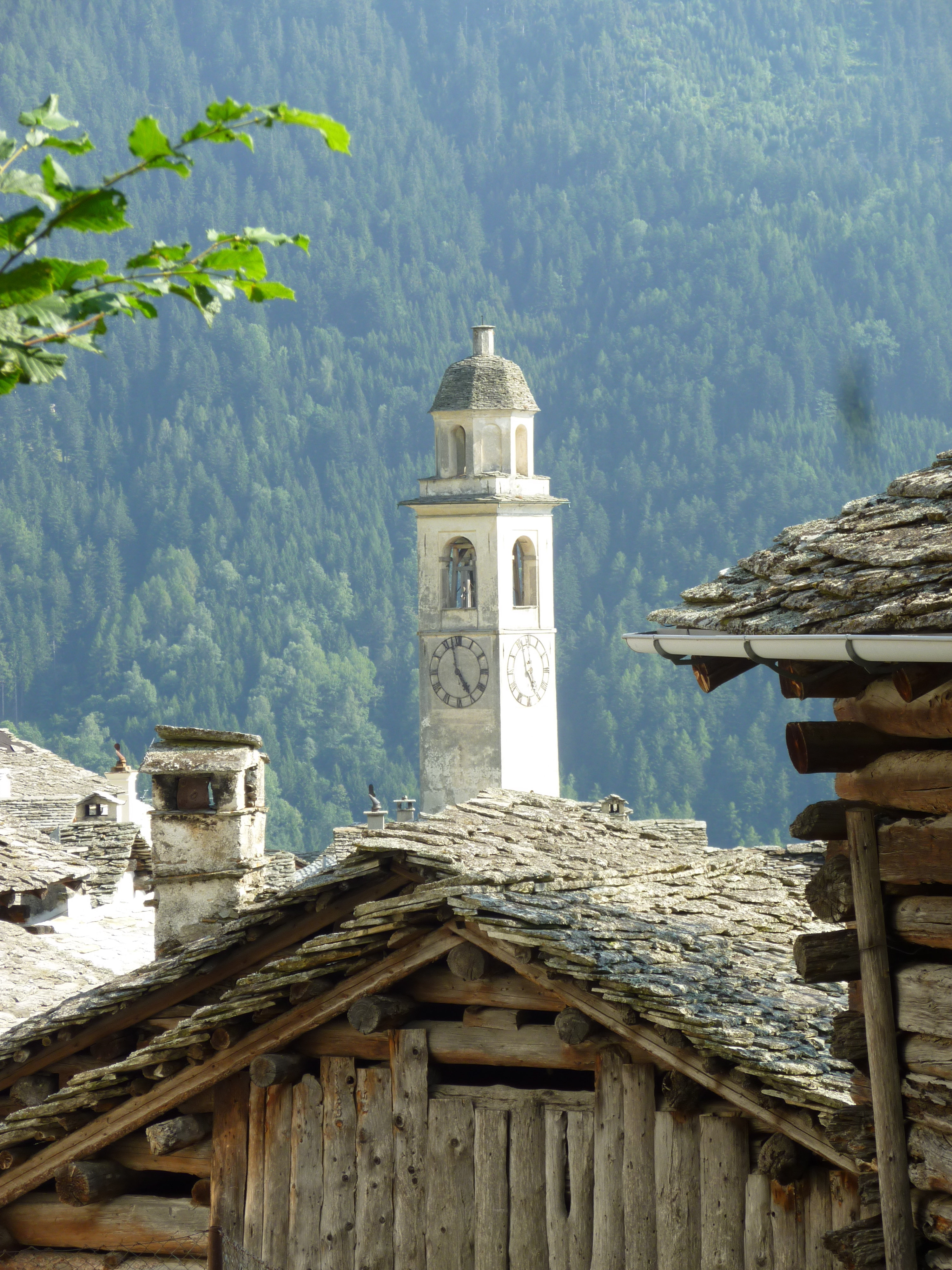
Kirchturm
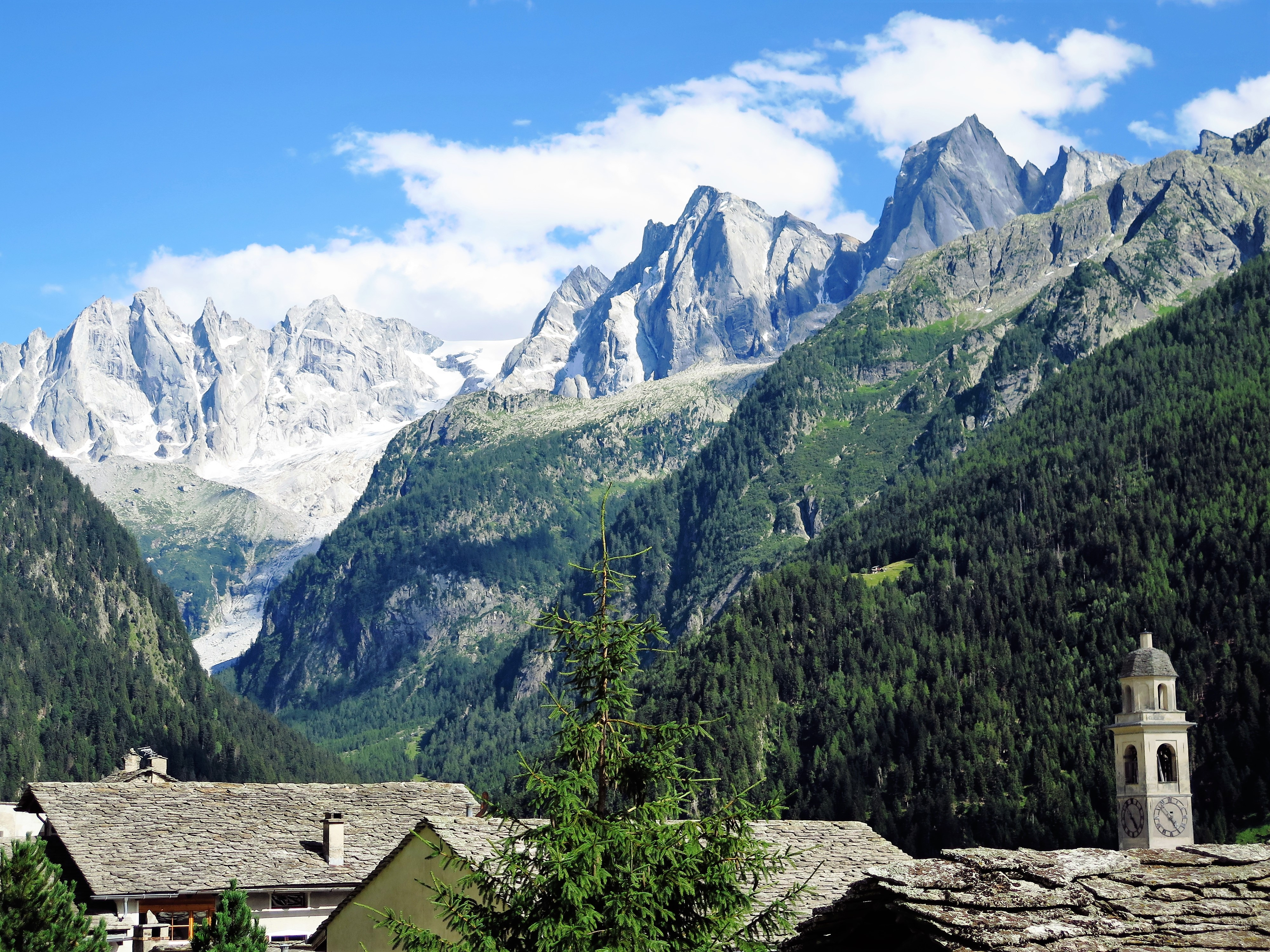
Blick von Soglio in das Val Bondasca